# خوسيه لويس روجاس
خوسيه لويس روجاس (بالإسبانية: José Luis Rojas) هو منافس ألعاب قوى بيروفي، ولد في 5 أبريل 1992.

## وصلات خارجية
- خوسيه لويس روجاس على موقع الاتحاد الدولي لألعاب القوى (الإنجليزية)